# Мутний
Му́тний (рос. Мутный) — селище у складі Новокузнецького району Кемеровської області, Росія. Входить до складу Терсинського сільського поселення.

## Населення
Населення — 124 особи (2010; 164 у 2002).
Національний склад (станом на 2002 рік):
- росіяни — 87 %